# Джъстис Кристофър
Джъстис Кристфоър (роден на 24 декември 1981 г. в Джос, Нигерия) е бивш нигерийски футболист.
Започва да играе професионално в родината си. През 2001 г. е закупен от белгийския Роял Антверп. Оттам преминава в Левски София, където се задържа 2 години. Впоследствие кариерата на Кристофър минава през няколко европейски отбора. През 2012 г. се завръша в Нигерия и слага край на кариерата си в местния Насарава Юнайтед.
Изиграва 11 мача с националния отбор на Нигерия и участва на Световното първенство в Япония и Южна Корея през 2002 г.